# Mustaed (21)
Mustaed (21) je rychlý hlídkový člun (interceptor) brunejského královského námořnictva.

## Stavba
Brunejská vláda plavidlo objednala 26. března 2010 u singapurské loděnice Luerssen Asia. Slavnostní první řezání materiálu proběhlo 23. prosince 2010. Stavbou byla pověřena singapurská loděnice Marinteknik. Trup byl na vodu spuštěn 29. září 2011. Člun byl do služby přijat 25. listopadu 2011.

## Konstrukce
Plavidlo je postaveno ze slitin hliníku. Pohonný systém tvoří dva diesely pohánějící vodní trysky. Nejvyšší rychlost dosahuje 40 uzlů.